# Frontalni udar
Frontalni udar je punk rock sastav iz Pule.

## Povijest
Sastav postoji od 1989. godine. Čini ga grupa ljudi koji su prvenstveno prijatelji iz osnovne škole koji su imali iste poglede na svijet, isti glazbeni ukus i način življenja. Sastav postoji još uvijek radi svojih članova, nema kontinuirani rad, ali se još uvijek trudi biti na sceni. Do danas se u sastavu promijenio samo jedan član, umjesto Masima (do 1990.) na solo gitaru (od 1996. ) dolazi Igor. Članovi su dio Monteparadiso ekipe od samog početka. Sastav se rasformirao tokom 2010. godine rasipanjem članova. Pjesme namijenjene za novi album Frontalnog udara, Igor i Wolgy sviraju u novom sastavu Pokret otpora

## Sastav
- Marinko Matozan Mare - vokal
- Wolfgang Ereš - gitara
- Igor Stanković - solo gitara
- Zoran Kostić Zoki - bas-gitara
- Ivan Šestan Đi - bubanj

## Diskografija

### Albumi
- "Junak našeg doba" 1993. - garažni DIY album s 13 pjesama, snimljen u podrumu kod Wolgya, samoizdan za Monteparadiso (MPT003)
- "Podanik opake naravi" 1995. - garažni DIY album s 11 pjesama, snimljen u podrumu kod Wolgya, samoizdan za Monteparadiso  (MPT013)
- "Dobio si što si dobio" 1998. – studijski album s 14 pjesama, snimljen u studiju „Ear“ u Štinjanu kod Čotke, samoizdan za Monteparadiso, reizdan za „Riot production“ i „Monteparadiso Netlabel“[2]
- "Kapitalizam mrzi me" 2006. – studijski album s 13 pjesama, snimljen u studiju „Črni brek“ u Medulinu s Ivo Lorencinom, izdan za „Monteparadiso Netlabel“[3]

### Značajnije kompilacije
- Fecal Attack vol 1. Kompilacija   - Fecal Forces prod.
- Fighting for life Kompilacija   - Fight back 001
- Prvi Korak Kompilacija   - M/F Scum 003
- Return to Eden Kompilacija  - Ill in the head
- Monte Paradiso LIVE! Kompilacija 1993  - MP tape 002
- Monte Paradiso Kompilacija 1997. - MP LP 001

## Koncerti
Održali mnoštvo koncerata, za izdvojiti su oni na Monteparadiso festivalima, Mochwari´, Kocki  Arhivirana inačica izvorne stranice od 17. svibnja 2014. (Wayback Machine)...